# Pseudonapomyza rampae
Pseudonapomyza rampae är en tvåvingeart som beskrevs av Spencer 1986. Pseudonapomyza rampae ingår i släktet Pseudonapomyza och familjen minerarflugor.
Artens utbredningsområde är Thailand. Inga underarter finns listade i Catalogue of Life.